# Kurne, Cervonoarmiisk
Kurne (în ucraineană Курне) este localitatea de reședință a comunei Kurne din raionul Cervonoarmiisk, regiunea Jîtomîr, Ucraina.

## Demografie
Componența lingvistică a localității Kurne
     Ucraineană (98,38%)
     Rusă (1,52%)
     Alte limbi (0,1%)
Conform recensământului din 2001, majoritatea populației localității Kurne era vorbitoare de ucraineană (98,38%), existând în minoritate și vorbitori de rusă (1,52%).